# Paul Schultz-Liebisch

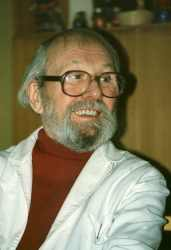
Paul Schultz-Liebisch

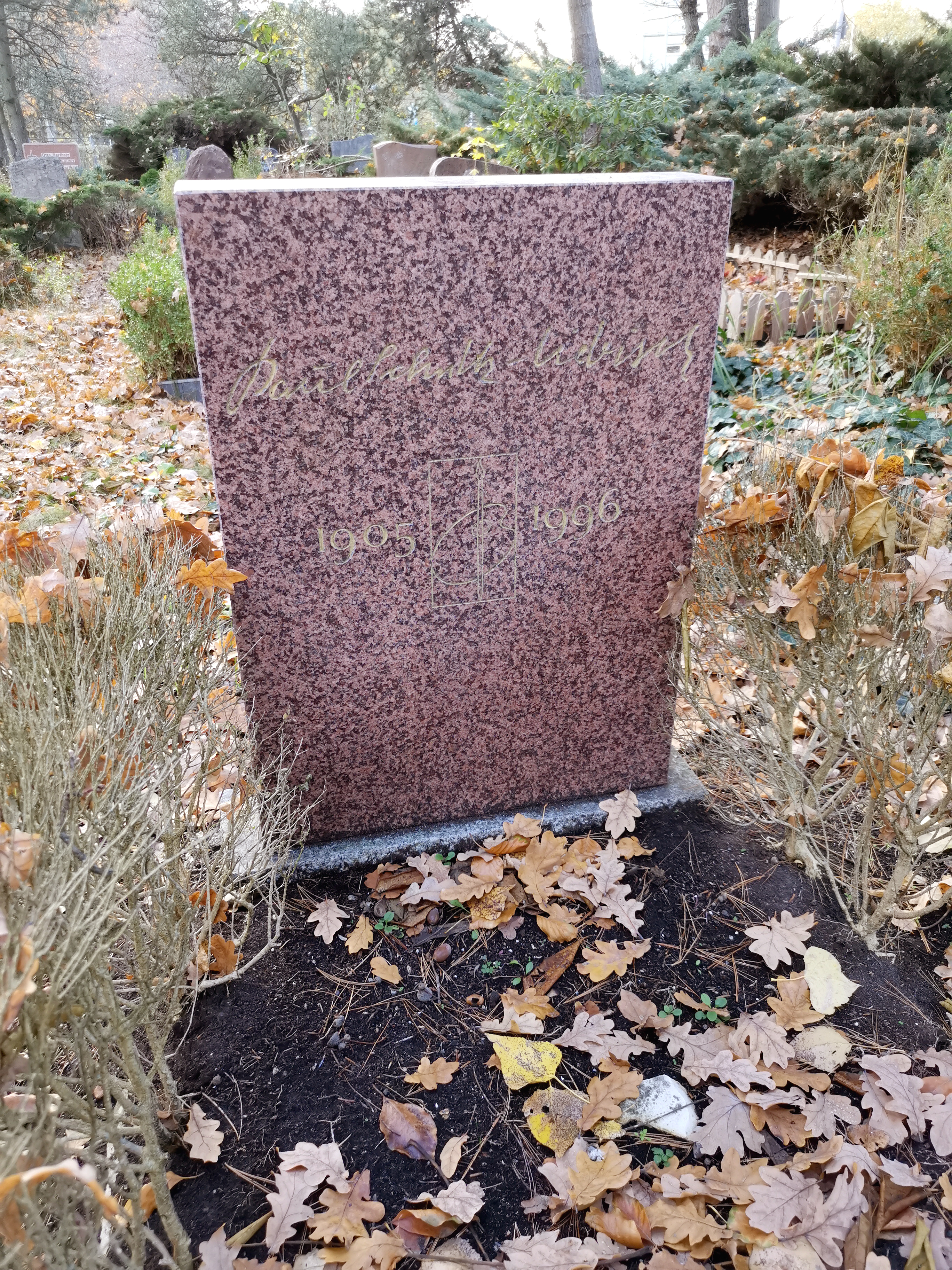
Grab auf dem Friedhof Pankow III, Feld 30, Nr. 153

Paul Schultz-Liebisch (* 4. Juli 1905 in Reinickendorf; † 15. Juni 1996 in Berlin-Pankow) war ein deutscher Maler und Grafiker.

## Leben

### Bis 1945
Paul Schultz-Liebisch wurde als Ältester von drei Kindern einer Arbeiterfamilie geboren. Wie Vater und Großvater lernte er Dekorationsmaler. Bald begann er zu zeichnen. Sein Vorbild Hans Baluschek ermutigte ihn weiterzumachen. Er wurde Autodidakt, da er sich die Kunstschule nicht leisten konnte. An der Staffelei hatte er sein Lebensmotto befestigt: „Das Leben war meine Akademie. Meine Mentoren – Altmeister Heinrich Zille und Hans Baluschek – bleiben mir in dankbarer Erinnerung.“
Bis 1944 lebte Liebisch in Berlin-Wedding und Reinickendorf, dann wurde er ausgebombt. Er verlor dabei sein gesamtes grafisches und malerisches Werk. Nur Bruchstücke, die bei einem Freund eingelagert waren, blieben erhalten.
Mit 21 Jahren trat Liebisch der KPD bei, in der er aktiv tätig war. So konnte er meist nur nachts malen und zeichnen. Seinen Unterhalt verdiente er als Bühnenmaler im Filmatelier der Ufa in Berlin-Tempelhof. Damit hatte er gleichzeitig Zugang zu Farben für seine künstlerische Arbeit.
Unter der Naziherrschaft erhielt er seitens der Reichskulturkammer 1933 ein Malverbot. Er arbeitete bei der UFA weiter und betätigte sich politisch in der Widerstandsgruppe um Robert Uhrig. Mit dem Verrat der Gruppe an die Gestapo kam es zur Hinrichtung seiner engsten Freunde. Weil diese im Verhör jedoch standhaft geblieben waren, musste Liebisch dieses Schicksal nicht teilen.
Im Jahr 1944 wurde er zur Wehrmacht eingezogen, konnte aber bald desertieren. Holländische Widerstandskämpfer versteckten ihn in Berlin in einem Keller. Hier blieb er, bis die Rote Armee die Stadt befreite.

### Leben in der DDR
Im Jahr 1946 zog er in den Ostberliner Bezirk Pankow, wo er seine künstlerische Tätigkeit wieder aufnahm und in der von Fritz Duda initiierten Arbeitsgemeinschaft sozialistischer Künstler, die an die Tradition der „Asso“ anknüpfte, mitarbeitete.
Die Kriegserlebnisse verarbeitete Liebisch 1945–1949 in dem Grafik-Zyklus Des Wahnsinns Ende. Er stellte die Bombardierungen Berlins, die Hungersnot in der Stadt, die Hinrichtung seiner Freunde und die Deportationen der jüdischen Familien dar.
Liebisch wurde Mitglied der SED. Zunächst blieb er seiner Überzeugung treu und wollte sich in ein freies Künstlertum einbringen. Er wurde Funktionär an der Seite von Walter Ulbricht. Dessen stalinistischer Kurs und eine radikale Kulturreform verhinderten aber die freie Kunst, wie sie sich Schultz-Liebisch vorstellte. So trat er 1951 aus der SED aus und legte die meisten Ämter nieder.
Als Künstler wurde er fortan offiziell weitgehend ignoriert. Das Ministerium für Staatssicherheit ließ ihn beobachten, Reisen in das westliche Ausland wurden nicht genehmigt. Staatliche Aufträge, die typische Form der Kunstförderung in der DDR, erhielt er nicht. Dennoch war Paul Schultz-Liebisch in Ost-Berlin und der DDR bekannt. Kunstliebhaber kauften seine Bilder mit der typisch berlinischen Atmosphäre.
Schultz-Liebisch war befreundet mit Paul Kuhfuss, Heinrich Burkhardt, Arno Mohr, Fritz Duda und Paul Rosié, die ihn auch in seiner Kunst unterstützten. Seine künstlerische Tätigkeit führte er unbeirrt bis zum Lebensende fort.
Die letzte Ruhe fand er auf dem Friedhof Pankow III.

## Künstlerisches Schaffen
Im künstlerischen Schaffen des Malers und Grafikers Paul Schultz-Liebisch können drei Perioden unterschieden werden.
Dem Nachimpressionismus verpflichtet, schuf er Ölmalereien, oft auf Leinwand gespachtelt. Diese haben einen starken Bezug zu den Bildern der Ostberliner Schule. Seine Aquarelle haben den gleichen Charakter.
Er arbeitete in vielfältigen grafischen Techniken. Der Künstler schuf Monotypien, Lithographien, Siebdrucke, vorrangig aber Holz- und Linolschnitte. Diese Arbeiten haben Bezug zu den Brücke-Künstlern und er bevorzugte eine strenge Linienführung. Alle Abzüge sind Handdrucke, da er keine eigene Druckpresse besaß.
In seiner dritten Periode begann Liebisch Bilder mit lokalem Kolorit in erzählerischer, vereinfachter Weise zu malen. Diese sind seiner Heimatstadt Berlin gewidmet. Oft schuf er dabei Reflexionen auf die zwanziger Jahre. Seine Werke nannte er demgemäß „Berliner Erinnerungen“. Dabei brillierte er mit „bilderbuchbunten heiteren Berlin-Gemälden“, von denen einige 1978 vom Kinderbuchverlag Berlin in dem Buch Die seltsame Zeit des Knaben Friedrich (erzählt von Gerhard Holtz-Baumert) publiziert wurden.
In dieser Zeit entstanden viele Miniaturen. Passend zu seinen Bildern bestimmte er auch deren Rahmen und zeigte dabei Eigensinn. Er wehrte sich auch dagegen, dass seine oft sehr kleinformatigen Bilder als naive Malerei bezeichnet wurden.
Das Fest an der Panke rief er 1963 mit Freunden ins Leben, und der Künstlerboulevard blieb ein wichtiger Bestandteil des Stadtteilfestes. Hier fanden seine Werke zahlreiche Liebhaber.
Während seiner künstlerischen Laufbahn hatte Liebisch neben der Beteiligung an Gruppenausstellungen 35 Einzelausstellungen, vorwiegend in Ostberlin und in der DDR.
Sein Sohn Jörg Schultz-Liebisch (* 1957) ist ebenfalls Maler und Grafiker.

## Ehrung

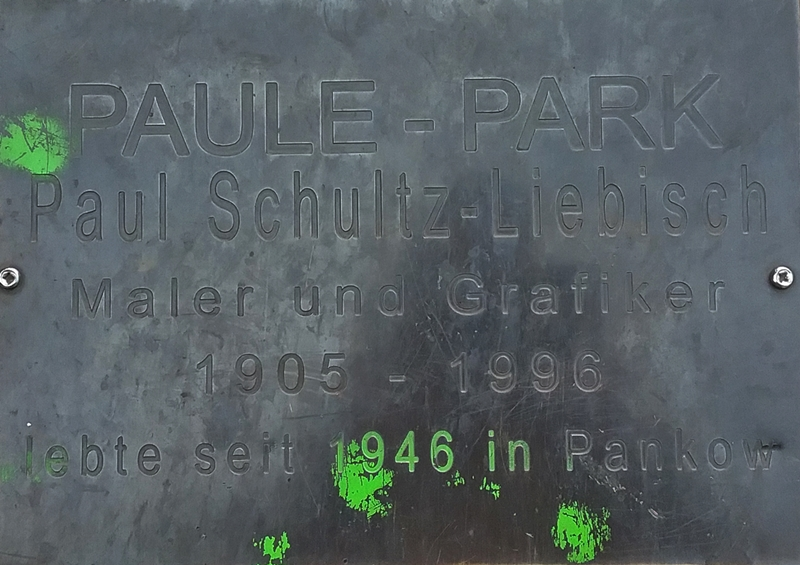
Gedenktafel im Paule-Park in Berlin

Im Jahr 2005 wurde zu Ehren des Malers in seinem damaligen unmittelbaren Wirkungsumfeld, in der Breiten Straße in Pankow, der nach ihm benannte Paule-Park hinter dem Rathaus-Center angelegt und ein Gedenkstein aufgestellt. Eine Gruppe Jugendlicher hatte diesen Gedenkstein am 12. Dezember 2016 mit Hakenkreuz und Hassparolen beschmiert. Die Täter konnten fliehen, jedoch hat der Staatsschutz Ermittlungen aufgenommen.

## Museen und öffentliche Sammlungen mit Bildern Schultz-Liebischs (mutmaßlich unvollständig)
- Beeskow: Kunstarchiv Beeskow[5]
- Berlin: Nationalgalerie[6]
- Berlin: Museum Europäischer Kulturen[7]
- Berlin: Berlinische Galerie
- Berlin: Kunstsammlung des Bezirks Berlin-Pankow[8]

## Teilnahme an zentralen und wichtigen regionalen Ausstellungen in der DDR
- 1946, 1949 und 1972/1973: Dresden, Allgemeine Deutsche Kunstausstellung, 2. Deutsche Kunstausstellung und VII. Kunstausstellung der DDR
- 1957, 1958 und 1975: Berlin, Bezirkskunstausstellungen
- 1958: Berlin, Jahresausstellung der Deutschen Akademie der Künste
- 1979: Berlin, Galerie am Prater („Berlin im Bild 1949 – 1979“)
- 1980: Berlin, Ausstellungszentrum am Fernsehturm („Berliner Kunst - Retrospektive“)
- 1987: Berlin, Ephraim-Palais („Das Bild der Stadt Berlin von 1945 bis zur Gegenwart“)